# Pedroche
Pedroche település Spanyolországban, Córdoba tartományban. Pedroche Pozoblanco, Dos Torres, Torrecampo és Villanueva de Córdoba községekkel határos. Lakosainak száma 1456 fő (2024).

## Népesség
A település népessége az elmúlt években az alábbi módon változott:
| Lakosok száma | 1815 | 1732 | 1677 | 1670 | 1651 | 1636 | 1603 | 1516 | 1491 | 1456 |
|               | 2001 | 2004 | 2006 | 2009 | 2011 | 2014 | 2016 | 2019 | 2021 | 2024 |